# Classon Avenue
Classon Avenue – stacja metra nowojorskiego, na linii G. Znajduje się w dzielnicy Brooklyn, w Nowym Jorku i zlokalizowana jest pomiędzy stacjami Bedford–Nostrand Avenues i Clinton–Washington Avenues. Została otwarta 1 lipca 1937.